# Brabham BT55
A Brabham BT55 egy Formula–1-es versenyautó, melyet Gordon Murray tervezett a Bernie Ecclestone tulajdonában álló Brabham csapatnak az 1986-os Formula–1 világbajnokságra. Az autó lelke egy négyhengeres, oldalára állított BMW-turbómotor volt, tervezése során pedig radikálisan új koncepciót használtak fel. Debütálása egybeesett a Brabham-csapat hanyatlásával, nem is volt egy sikeres konstrukció, Murray azonban a McLaren MP4/4 tervezése során ugyanezen elvekkel egy rendkívül sikeres autót alkotott két évvel később.

## Koncepció
A Brabham-csapat korábbi autói a fejlesztési ciklusuk végére értek. 1985-ben a BT54-es már csak egyetlen győzelmet tudott aratni, és ennél többre vágytak. Gordon Murray elképzelései szerint ezt egy radikális aerodinamikai áttervezéssel lehetett csak elérni. Miután a leszorítóerő manuális megnövelésére bevetett trükköket betiltották, nagy szerep hárult a hátsó szárnyakra, csakhogy ezek hatásossága nagyban függött az első szárnyak kialakításától és azok légáramlásra gyakorolt zavaró hatásától. A Brabham nagy és viszonylag nehéz négyhengeres soros elrendezésű BMW-motorja pedig önmagában is rossz volt aerodinamikai szempontból. Az 1950-es években hasonló problémákkal küzdöttek az akkori tervezők, amit úgy próbáltak áthidalni, hogy a motort függőleges irányba mozdították el, mint például a Lotus 16-oson.
Az elképzelés hamar körvonalazódott: egy olyan autót kell tervezni, melynek motorja függőleges pozícióban működésre van tervezve, a kasztni alacsonyan fekszik, és így a hátsó szárnyhoz elegendő levegő érkezik a maximális leszorítóerő érdekében. Ezt csak egy olyan autó volt képes abszolválni, amelybe szinte nem is beülni kellett, hanem befeküdni, akárcsak a hatvanas években.Ez lett a BT55-ös, a Brabham történetének eső kompozit monocoque felépítésű autója. Az autóhoz a BMW egyedi tervezésű motort gyártott, a Weismann pedig az ahhoz kapcsolódó egyedi váltóért felelt.

## Története
Aerodinamikai szempontból nézve az autó sikeresnek volt mondható, lévén a gyors pályákon a leggyorsabb autó volt. A gyenge pontot a BMW speciális kialakítású motorja és a váltó jelentették. Olajproblémák léptek fel, és a turbómotoros autókra eleve jellemző késleltetett turbóhatás is fokozottan érvényesült a kocsinál (azaz a gyorsítás jóval később jelentkezett, mint ahogy a versenyző a gázpedálra lépett), mert a négyhengeres motorok nem voltak ikerturbósak. Így a lassabb és technikásabb pályákon, ahol a kigyorsításnak is nagy szerepe van, hatalmas hátrányba kerültek. Ezért, és a kialakítás miatt is hamar nevetség tárgyai lettek a többi csapat körében.
Az egész év során mindössze kettő világbajnoki pontot sikerült gyűjteniük, mindkettőt Patrese szerezte két hatodik hellyel. A Monacói Nagydíj után, tehát mindössze négy versenyt követően Elio de Angelis életét vesztette, miközben a Paul Ricardon tesztelte a BT55-öst. Halála nem feltétlenül következett volna be, a balesetet túlélte volna, de a keletkező tűz miatt rengeteg füstöt lélegzett be, míg az autója foglya volt, és mivel messze volt és közel sem elegendő mértékű a segítség, ezért 29 órával az eset után meghalt a kórházban. Belgiumban csak Patrese állt ki versenyezni, Kanadában viszont már ott volt az új csapattársa, Derek Warwick is.
A konstrukció sikertelenségének több oka is volt: elhibázott ötlet volt a motor függőleges üzeműre való elsietett áttervezése és a hozzá tervezett egyedi váltó rohamtempóban elkészítése. A BMW-motor egyébként fektetett üzemmódban is számos gyermekbetegséggel küszködött, amelyek szintén megoldásra vártak volna. Emellett a súlyeloszlás sem volt tökéletes. Ezek és az Ecclestone-nal való nézeteltérések vezettek oda, hogy Murray engedett a McLaren csábításának és átigazolt hozzájuk. Ott aztán az MP4/4 kódjelű autó a valaha volt egyik legsikeresebb Formula–1-es versenyautó lett, mely a BT55-ösre igencsak hasonló koncepció szerint épült. Ez igazolta Murray elképzelését, mely szerint a kasztni egy megfelelő V6-os turbómotorral már jóval versenyképesebb lehetett.
A Brabham a következő évben visszatért egy hagyományos tervezésű BT56-os autóhoz, de ez még kevésbé volt versenyképes, mint elődje. Az év végén a turbómotorok korszaka is leáldozóban volt, a BMW kiszállt a sportágból, és átadta a motorok továbbfejlesztésének jogát a Megatronnak, de ők elhagyták a Brabhamet, amely 1988-ban kihagyott egy teljes évet, majd 1989-ben Judd-motorra váltott.

## Eredmények
| Év   | Csapat                    | Motor      | Gumik | Pilóták          | 1   | 2   | 3   | 4   | 5   | 6   | 7   | 8   | 9   | 10  | 11  | 12  | 13  | 14  | 15  | 16  | Pontok | Helyezés |
| ---- | ------------------------- | ---------- | ----- | ---------------- | --- | --- | --- | --- | --- | --- | --- | --- | --- | --- | --- | --- | --- | --- | --- | --- | ------ | -------- |
| 1986 | Motor Racing Developments | BMW M12/13 | P     |                  | BRA | ESP | SMR | MON | BEL | CAN | DET | FRA | GBR | GER | HUN | AUT | ITA | POR | MEX | AUS | 2      | 9.       |
| 1986 | Motor Racing Developments | BMW M12/13 | P     | Riccardo Patrese | KI  | KI  | 6   | KI  | 8   | KI  | 6   | 7   | KI  | KI  | KI  | KI  | KI  | KI  | 13  | KI  | 2      | 9.       |
| 1986 | Motor Racing Developments | BMW M12/13 | P     | Elio de Angelis  | 8   | KI  | KI  | KI  |     |     |     |     |     |     |     |     |     |     |     |     | 2      | 9.       |
| 1986 | Motor Racing Developments | BMW M12/13 | P     | Derek Warwick    |     |     |     |     |     | KI  | 10  | 9   | 8   | 7   | KI  | NI  | KI  | KI  | KI  | KI  | 2      | 9.       |